# Máu chó Bắc Bộ
Máu chó Bắc Bộ hay máu chó lá hẹp, danh pháp hai phần là Knema tonkinensis là một loài thực vật thuộc họ Nhục đậu khấu (còn gọi là họ Máu chó - Myristicaceae). Loài cây này được tìm thấy ở Lào và Việt Nam.
Tại Việt Nam, cây máu chó Bắc Bộ phân bố ở Vườn quốc gia Pù Mát thuộc tỉnh Nghệ An